# Bonus powitalny
Bonus powitalny – strategia marketingowa stosowana przez portale oferujące zakłady sportowe, gry kasynowe, lub pokera. Jest to oferta skierowana do nowych klientów. Można z niej skorzystać przy okazji składania swojego pierwszego depozytu w tego typu portalu. Czasami stosuje się bonusy niewymagające depozytu.

## Typy bonusów powitalnych
Zazwyczaj oferowane bonusy są do siebie bardzo podobne. Jednakże można wyróżnić kilka podstawowych rodzajów:
- bonus bez depozytu
- bonus uzależniony od depozytu
- bonus cashback (zakład bez ryzyka)
- bonus freebet (darmowy zakład)

### Bonusy bez depozytu
Spotykane są dość rzadko. Aby skorzystać z tego typu promocji, zazwyczaj wystarczy jedynie zarejestrować konto na oferującym go portalu hazardowym. Jako formę zachęty do gry, użytkownik otrzymuje po rejestracji prezent od firmy, który może przybrać różną postać:
- Pieniądze na grę – zazwyczaj kilka PLN/€/$, które można przeznaczyć na grę w kasynie, postawienie zakładu lub grę w pokera. Takich środków nie można wypłacić, dopóki nie zostaną one obrócone odpowiednią liczbę razy.
- Darmowe spiny - zwane również darmowymi kręceniami. Gracz otrzymuje określoną liczbę kręceń na wybranym jednorękim bandycie znajdującym się w ofercie kasyna. Jeśli dzięki temu wygra jakąś gotówkę może przeznaczyć ją na dalszą grę.
- Bilet do turnieju pokerowego - jest to kolejna forma bonusu. Gracz może otrzymać wejściówkę do turnieju pokerowego online, w którym może wygrać gotówkę, nagrody rzeczowe lub bilety do innych turniejów pokerowych.
- Dodatkowy czas na darmową grę - jest to ważny rodzaj bonusu bez depozytu, ponieważ niektóre kasyna nie umożliwiają swoim graczom darmowej gry. W tym wypadku bonus ma więc postać możliwości darmowej gry, ale tylko przez ograniczony czas, jest to głównie praktyka spotykana na samym początku kariery w danym kasynie.
- Bilet na minigry w kasynie - gracz może dostać dodatkową szansę na minigrę, jak Bonus Crab[1] czy Koło Fortuny. Bonus Crab jest wirtualną wersją automatu z chwytakiem, gdzie możesz wylosować dodatkową nagrodę, jak darmowe obroty czy dodatkowe środki na grę. Zakręcenie Kołem Fortuny także pozwala na otrzymanie dodatku do gry w kasynie.

### Bonusy uzależnione od depozytu
To premie oferowane graczom w zamian za złożenie swojego pierwszego depozytu, zazwyczaj przybierają jedną z następujących form:
- Zwiększenie depozytu - to bardzo częsta forma bonusu powitalnego. Portal określa, że powiększy pierwszy depozyt gracza o określoną kwotę, jednocześnie ustalając maksymalną kwotę premii np. 100% maksymalnie do 400 PLN. Oznacza to, że gracz, wpłacając 400 PLN, otrzyma drugie 400 PLN, które może przeznaczyć na grę. Środków tych nie można wypłacać zanim nie obrócimy ich określoną ilość razy.
- Zakład bez ryzyka - dotyczy zakładów bukmacherskich. Firma bukmacherska daje graczom możliwość złożenia swojego pierwszego zakładu bez żadnego ryzyka, jeśli przegrają firma zwróci im pieniądze. Zazwyczaj określona jest maksymalna kwota zakładu, a zwracane środki stanowią środki bonusowe, które trzeba obrócić odpowiednią ilość razy.
- Loterie - wiele firm jako dodatkowy bonus nagradza klientów losami na loterię, w których można wygrać nagrody pieniężne lub rzeczowe. W tym wypadku wygranych pieniężnych zazwyczaj nie trzeba obracać i można je natychmiast wypłacić bez dalszej gry.

Występują też hybrydy powyższych ofert. Warunki przyznawania bonusów mogą różnić się od tych przedstawionych powyżej.